# Poseritz
Poseritz es un municipio situado en el distrito de Pomerania Occidental-Rügen, en el estado federado de Mecklemburgo-Pomerania Occidental (Alemania), a una altura de 22 metros. Su población a finales de 2016 era de 1000 habs. y su densidad poblacional, 25 hab/km².
Se encuentra al sur de la isla de Rügen, junto a la costa del estrecho Strelasund.